# Sepp Klose

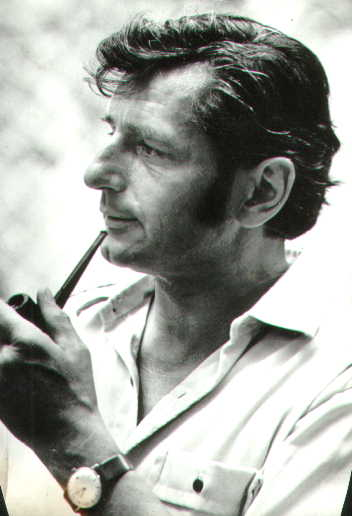
Sepp Klose

Josef „Sepp“ Klose (* 8. Mai 1925 in Glumpenau, Landkreis Neisse, Provinz Oberschlesien; † 1. Juni 2000 in Dresden) war ein deutscher Filmregisseur, Drehbuchautor sowie Film- und Theaterschauspieler.

## Leben
Nach Abschluss eines Schauspielstudiums in Breslau debütierte Klose am dortigen Theater, wo er bis zu seiner Einberufung 1943 wirkte. Nach Kriegsende folgten Engagements in Waldshut, Heidelberg, Karlsruhe, der Schweiz und Görlitz, ehe er ab 1951 einer Tätigkeit an den Landesbühnen Sachsen in Radebeul sowie ihrer Außenstelle, der Felsenbühne Rathen, nachging. Eine schwere Krankheit unterbrach 1966 seine Karriere als Theaterdarsteller, die er 1983 mit einem Engagement am Staatsschauspiel Dresden wieder aufnahm, ehe er 1989 seine Karriere aufgrund erneuter schwerer Erkrankung endgültig beendete.
Neben seiner Arbeit für Bühnen wirkte er ab 1954 schauspielerisch auch in Film- und Fernsehproduktionen der DEFA, des Deutschen Fernsehfunks (DFF) sowie der Mosfilm mit, wie beispielsweise in der „ersten offiziellen Fernsehserie der DDR“ in Rote Bergsteiger. Später konzentrierte sich Klose auf die Regiearbeit, zunächst im Bereich Industriefilme, später als freischaffender Regisseur für Kinder- und Jugendsendungen, wie beispielsweise Mit Jan und Tini auf Reisen, für die er auch das Drehbuch verfasste.
Als Darsteller ist er vor allem für seine Verkörperung in einigen DEFA-Indianerfilmen und Historienfilmen bekannt. Als Regisseur schuf er vor allem Jugend- und Kinderfilme. Sepp Klose war mit der Opernsängerin Christa Klose verheiratet. Aus der Ehe stammt eine Tochter.

## Filmografie (Auswahl)
- 1955: Der Ochse von Kulm
- 1956: Der Richter von Zalamea
- 1956: Thomas Müntzer – Ein Film deutscher Geschichte
- 1957: Wo du hingehst…
- 1959: Kabale und Liebe
- 1961: Urlaub ohne dich
- 1962: Die schwarze Galeere
- 1966: Die Söhne der großen Bärin
- 1968: Spur des Falken
- 1968: Rote Bergsteiger (Fernsehserie)
- 1968: Die Toten bleiben jung
- 1969: Weite Straßen – stille Liebe
- 1969: Befreiung (Освобождение)
- 1970: Tödlicher Irrtum
- 1970: Jeder stirbt für sich allein (Fernsehfilm, 3 Teile)
- 1970: Junge Frau von 1914 (Fernsehfilm)
- 1971: Anflug Alpha 1
- 1971: Anlauf (Fernsehfilm)
- 1971: Dornröschen
- 1971: Über ganz Spanien wolkenloser Himmel
- 1972: Tecumseh
- 1982: Hotel Polan und seine Gäste
- 1983: Fariaho